# Prisoners
| Оценки критиков     | Оценки критиков |
| Источник            | Оценка          |
| ------------------- | --------------- |
| About.com           | [ 1 ]           |
| AllMusic            | [ 2 ]           |
| Heavy Blog is Heavy | [ 3 ]           |
| Sputnikmusic        | [ 4 ]           |

Prisoners — третий студийный альбом канадской метал-группы The Agonist, выпущен 4 июня 2012 года в Европе и 5 июня в Северной Америке на лейбле Century Media Records и был спродюсирован продюсером группы Кристианом Дональдсоном. «Ideomotor» стал первым синглом с альбома. Альбом был продан тиражом в 1,400 копий в США в первую неделю релиза и дебютировал на 19 позиции в чарте «Top New Artist Albums (Heatseekers)». Это последний альбом, записанный при участии вокалистки Алиссы Уайт-Глаз, которая покинула группу в 2014 году, чтобы присоединиться к Arch Enemy.

## Список композиций
| №                   | Название                                                     | Длительность |
| ------------------- | ------------------------------------------------------------ | ------------ |
| 1.                  | «You're Coming with Me»                                      | 5:35         |
| 2.                  | «The Escape»                                                 | 4:08         |
| 3.                  | «Predator & Prayer»                                          | 5:04         |
| 4.                  | «Anxious Darwinians»                                         | 5:23         |
| 5.                  | «Panophobia»                                                 | 3:54         |
| 6.                  | «Ideomotor»                                                  | 8:07         |
| 7.                  | «Lonely Solipsist»                                           | 3:45         |
| 8.                  | «Dead Ocean»                                                 | 6:19         |
| 9.                  | «The Mass of the Earth»                                      | 4:40         |
| 10.                 | «Everybody Wants You (Dead)»                                 | 5:00         |
| 11.                 | «Revenge of the Dadaists»                                    | 6:42         |
| 12.                 | «Jesters Rejoice Where Wise Men Weep» (Japanese Bonus Track) | 4:37         |
| Общая длительность: | Общая длительность:                                          | 1:03:04      |

## Позиции в чартах
| Чарт (2012)           | Позиция |
| --------------------- | ------- |
| Heatseekers Albums    | 19      |
| Japanese Albums Chart | 89      |